# Пуансон
Пуансо́н, пунсо́н (від фр. poinçon) — робоча частина (зазвичай металевий стрижень) деяких штампів та інших інструментів, що безпосередньо тисне на матеріал, який обробляють або досліджують.
- Пуансон (металообробка) — робоча частина (зазвичай металевий стрижень) штампів, застосовуваних при обробці металів тиском. У процесі штампування пуансон входить у заглиблення (отвір) другої частини штампа — матриці. При пресуванні передає тиск на заготовку, що її видавлюють через матрицю. Виготовляють пуансони з високоміцної сталі.
- Пуансон (поліграфія) — сталевий брусок з рельєфним зображенням літери. За допомогою пуансонів в металі видавлюють друкарські матриці.